# Inigo Maximilian König
Inigo Maximilian König SDS (* 30. Juli 1904 in Diepoldshofen als Maximilian König; † 13. August 1964) war ein deutscher römisch-katholischer Ordensgeistlicher und Apostolischer Präfekt von Shaowu.

## Leben
Maximilian König besuchte ab 1918 das Salvatorkolleg in Lochau. Nach dem Abitur trat er der Ordensgemeinschaft der Salvatorianer bei und nahm den spanischen Ordensnamen Íñigo (in der eingedeutschten Schreibweise) an. Er absolvierte das Noviziat in Passau. Anschließend studierte König Philosophie und Katholische Theologie an der Päpstlichen Universität Gregoriana in Rom. Am 17. September 1930 legte er die ewige Profess ab. Inigo Maximilian König wurde 1931 in Rom zum Diakon geweiht und empfing am 17. Juli 1932 das Sakrament der Priesterweihe. Danach setzte er seine Studien in Rom fort und besuchte Vorlesungen im Fach Missionswissenschaft und belegte einen Kurs am Missionsärztlichen Institut Würzburg. 1933 ging König für ein Jahr nach England, um seine Englischkenntnisse zu verbessern.
1934 brach Inigo Maximilian König nach China auf, wo er in Shaowu als Missionar wirkte und eine Schule leitete. Am 21. Mai 1938 ernannte ihn Papst Pius XI. zum Apostolischen Präfekten von Shaowu. Nachdem China 1942 in den Krieg eingetreten war, wurde König zunächst mit anderen deutschen Missionaren in Shaowu interniert, bevor er 1944 nach Shanghang gebracht wurde. Erst 1946 konnte Inigo Maximilian König wieder nach Shaowu zurückkehren. Nach der Machtübernahme durch die Kommunisten im Jahre 1949 wurde die Missionstätigkeit eingeschränkt. In der Folge musste König 20 Monate im Gefängnis verbringen, bevor er 1953 des Landes verwiesen wurde.
Ab 1955 wirkte Inigo Maximilian König bei der Einrichtung der Missionsprokur der Salvatorianer auf dem Klosterberg in Passau mit, bis er 1959 als Missionar nach Taiwan entsandt wurde, wo er in Yilan tätig wurde. 1963 nahm König an der zweiten Sitzungsperiode des Zweiten Vatikanischen Konzils teil.